# Bazylika Las Lajas
Bazylika Las Lajas (hiszp. El Santuario de la Virgen del Rosario de Las Lajas en Ipiales – Sanktuarium Matki Boskiej Różańcowej Na Skałach w Ipiales) – kolumbijska bazylika zbudowana w latach 1916–1949 przy granicy z Ekwadorem, w kanionie rzeki Guaitara.
Według legendy, w 1754 roku w górskim kanionie w pobliżu miasta Ipiales, małej głuchoniemej dziewczynce i jej matce ukazała się Matka Boża. Po tym fakcie dziecko miało odzyskać mowę. W jaskini, w której to się zdarzyło, odkryto później malowidło Maryi niosącej dziecko. Według ówczesnych badań obraz nie został wykonany przy użyciu znanych farb ani pigmentów.
Pierwszą kapliczkę w tym miejscu ufundował niewidomy brat Juan de Santa Gertrudis Serra, który zebrał środki na jej budowę wędrując po kraju. Po ukończeniu budowy miał on rzekomo odzyskać wzrok. Bazylika położona jest na moście nad kanionem. W latach 1916–1949 na miejscu kapliczki, zbudowanej w 1803 roku, powstała neogotycka budowla. Budowę sfinansowano z datków wiernych.
Nazwa bazyliki pochodzi od skały osadowej „laja”, na której odnaleziono wizerunek Maryi.
Bazylika Las Lajas jest jednym z najczęściej odwiedzanych miejsc pielgrzymkowych w Ameryce Południowej.